# Божко-Ластівка Марія Олександрівна
Марія Олександрівна Божко-Ластівка (14 квітня 1926, селище Магдалинівка Магдалинівського району Дніпропетровської області — 9 червня 2004) — українська театральна актриса.

## Життєпис
Закінчила Дніпропетровське театральне училище (по класу О. Сумарокова і А. Білгородського, 1948). Почала працювати у нововідкритому Закарпатському театрі в Ужгороді (1948—1957).
Там зіграла успішно свої перші ролі:
- Галю («Сади цвітуть» М. Масса та М. Куліченка),
- Галину («Ой не ходи Грицю…» Старицького).

Згодом працювала у театрі Чернігова, найдовше — в Тернопільському музично-драматичному (1962—1980).
Серед її ролей:
- теща Ганна («Безталанна» Карпенка-Карого),
- Докія і Марія («Земля» за О. Кобилянською),
- мати Лукаша («Лісова пісня» Л. Українки),
- Ольга («Таке довге, довге літо» М. Зарудного),
- тітка Паша («Сукня для вихідного дня» В. Карасьова),
- княгиня Тугоуховська («Лихо з розуму» О. Грибоєдова),
- Мелашка («Наймичка» І. Карпенка-Карого),
- Настя («Мати-наймичка» І. Тогобочного за Т. Шевченком).